# Arno Botha
Pour les articles homonymes, voir Botha.
Pas d'image ? Cliquez ici

a Compétitions nationales et continentales officielles uniquement.

b Matchs officiels uniquement.
Dernière mise à jour le 3 mai 2024.
Arno Botha, né le 26 octobre 1991 à Nylstroom (Afrique du Sud), est un joueur de rugby à XV international sud-africain, évoluant au poste de troisième ligne aile ou de troisième ligne centre. Il joue avec le club français du Lyon OU en Top 14 depuis 2022.

## Carrière

### En club
Arno Botha est originaire de la ville de Nylstroom, dans la province du Limpopo, où il commence à jouer au rugby. Il est éduqué au lycée de sa ville natale, et joue avec l'équipe de son établissement, dont il est le capitaine.
En 2009, il représente la province du Limpopo dans la catégorie des moins de 18 ans de la Craven Week,. En 2010, il rejoint l'académie des Blue Bulls, avec qui il termine sa formation rugbystique. Avec cette équipe, il remporte le championnat provincial des moins de 21 ans en 2011.
Il dispute la Varsity Cup (en) (championnat universitaire sud-africain) en 2011, avec l'équipe des UP Tuks (université de Pretoria),.
Il lance sa carrière professionnelle en 2011 avec l'équipe senior des Blue Bulls en Currie Cup,.
En 2012, il rejoint la franchise des Bulls, évoluant en Super Rugby,. Il joue son premier match le 24 mars 2012 contre les Queensland Reds. Il joue dix rencontres comme remplaçant lors de sa première saison, avant de s'impose petit à petit comme un joueur important de l'effectif des Bulls. En 2014, il manque l'intégralité de la saison de Super Rugby à cause d'une grave blessure au genou.
En 2016, il est nommé capitaine des Blue Bulls pour la saison de Currie Cup à venir. Cette même année, il est finaliste de la compétition avec son équipe.
Lors de la saison 2017 de Super Rugby, il ne joue qu'un seul match avec les Bulls, après avoir été à nouveau perturbé par des blessures,.
En janvier 2017, il est annoncé qu'il vient de signer un contrat de deux saisons avec la province irlandaise de l'Ulster en Pro12. Il est néanmoins recalé à la visite médicale à cause d'un problème de genou, et son contrat est annulé.
Après s'être remis en forme, il retrouve un contrat lorsqu'il rejoint en cours de saison le club anglais des London Irish en Premiership. Il dispute sept matchs avec ce club, et réalise de bonnes performances,.
Au terme de sa demi-saison passée en Angleterre, il signe un contrat d'une saison avec l'équipe irlandaise du Munster, évoluant en Pro12. Régulièrement titulaire avec sa nouvelle équipe, il prolonge son contrat pour une saison de plus en décembre 2018. Après sa deuxième saison en Irlande, il décide de quitter la province pour rentrer en Afrique du Sud,.
Il fait alors son retour avec son ancienne équipe des Bulls en mai 2020, désormais entrainés par Jake White, pour disputer le Super Rugby Unlocked (en). Au terme de la saison, il remporte le championnat avec son équipe. Il remporte également la Currie Cup avec les Blue Bulls lors de la saison 2020-2021, marquant un doublé lors de la finale. Il remporte à nouveau cette compétition la saison suivante. En 2022, Botha est finaliste de l'United Rugby Championship dès la première saison de son équipe dans cette compétition.
Après deux saisons avec les Bulls, il s'engage en 2022 avec le club français du Lyon OU, évoluant en Top 14, pour un contrat de deux saisons,. En avril 2024, il prolonge son contrat pour une saison supplémentaire,.

### En équipe nationale
Arno Botha joue avec l'équipe d'Afrique du Sud des moins de 20 ans, dont il est le capitaine dans le cadre du championnat du monde junior 2011,. Lors de la compétition, il inscrit sept essais en cinq rencontres, dont un triplé contre les Fidji,. Plus tard la même année, il est élu meilleur jeune joueur sud-africain de l'année.
Il est sélectionné pour la première fois avec les Springboks en octobre 2012 par le sélectionneur Heyneke Meyer. Retenu pour participer à la tournée d'automne en Europe, il ne dispute cependant aucun match.
Il est rappelé en sélection au mois de juin de l'année suivante, afin de préparer une série de test-matchs disputée en Afrique du Sud.
Il obtient sa première cape internationale le 8 juin 2013 à l'occasion d'un match contre l'équipe d'Italie à Durban. Une semaine plus tard, il joue un second test-match face à l'Écosse, mais il est contraint de quitter le terrain au bout de quelques minutes à cause d'une grave blessure au genou, qui lui fait manquer le reste de l'année internationale. Il ne connaîtra par la suite aucune autre sélection, à cause de diverses blessures et de l'importante concurrence à son poste.
En 2016, il est sélectionné avec l'équipe d'Afrique du Sud A, à l'occasion d'une série de deux rencontres contre les England Saxons. Absent lors du premier match, il est ensuite titularisé pour le second.

## Palmarès

### En franchise et province
- Finaliste de la Currie Cup en 2016 avec les Blue Bulls.
- Vainqueur du Super Rugby Unlocked (en) en 2020 avec les Bulls.
- Vainqueur de la Currie Cup en 2020-2021 et 2021 avec les Blue Bulls.
- Finaliste de la Pro14 Rainbow Cup en 2021 avec les Bulls.
- Finaliste du United Rugby Championship en 2022 avec les Bulls.
- Finaliste de la Challenge Cup en 2025 avec le Lyon OU.

### Distinctions personnelles
- Meilleur marqueur du Championnat du monde junior en 2011 (7 essais).

## Statistiques en équipe nationale
Au 23 février 2022, Arno Botha compte 2 capes en équipe d'Afrique du Sud, dont deux en tant que titulaire, depuis le 8 juin 2013 contre l'équipe d'Italie à Durban. 